# Erling Persson
Carl Erling Persson, född 21 januari 1917 i Borlänge, död 28 oktober 2002 i Oscars församling i Stockholm, var en svensk entreprenör och företagsledare som grundade klädkedjan Hennes & Mauritz.
Den första H&M-butiken öppnade i Västerås 1947. Dessförinnan, 1943, hade han även grundat Pennspecialisten, idag känt som Ur & Penn. Persson fick även agenturen för Montblanc.
Persson var först gift med Margot Iacobi (1918–2025; namnet ibland skrivet Lacobi) och gifte 1984 om sig med Margareta Frestadius. Han fick barnen Sian Bengtsson, Stefan Persson och Lottie Tham. Ett av hans barnbarn, Karl-Johan Persson, var VD i familjeföretaget 2009 till 2020.
Erling Persson är begravd på Djursholms begravningsplats.